# Dimitar Dobrew
Dimitar Dimitrow Dobrew (bulgarisch Димитър Димитров Добрев, englisch Dimitar Dobrev; * 14. April 1931 in Esertsche, Oblast Rasgrad; † 1. April 2019) war ein bulgarischer Ringer.

## Werdegang
Dimitar Dobrew begann 1948 mit dem Ringen. Nach ersten regionalen Erfolgen, bei denen sein großes Talent für das Ringen zu erkennen war, kam er nach Sofia. Als Angehöriger eines bulgarischen Sicherheitsorganes konnte er sich voll dem Ringkampfsport widmen und gehörte bald zu den besten bulgarischen Ringern im griechisch-römischen Stil. 1951 stand er in der bulgarischen Nationalstaffel, die einen Länderkampf gegen die DDR austrug, und gewann dabei über Huth, Berlin, nach Punkten.
Bei den Weltmeisterschaften 1955 in Karlsruhe startete er erstmals bei einer internationalen Meisterschaft. Im Mittelgewicht belegte er dabei einen guten 5. Platz. Er gewann zwei Kämpfe, verlor aber gegen die erfahreneren Ringer Gyula Gurics aus Ungarn und Horst Heß aus Dortmund, der ihn mit einem Kopfhüftzug sogar schulterte.
Bis zu den Olympischen Spielen 1956 in Melbourne hatte Dobrew weitere große Fortschritte gemacht. Er gewann dort seine ersten drei Kämpfe, unterlag nur gegen Giwi Kartosia aus der UdSSR und gewann so die Silbermedaille. Bei den Weltmeisterschaften 1958 in Budapest unterlag er erneut gegen Giwi Kartosia und landete auf dem 4. Platz. Bei dieser WM besiegte er die beiden deutschen Ringer Horst Heß aus der BRD und Lothar Metz aus der DDR, die trotzdem beide vor ihm auf den Plätzen 2. und 3. landeten.
Zum Höhepunkt seiner Laufbahn wurden die Olympischen Spiele 1960 in Rom. Mit fünf klaren Siegen wurde Dimitar Dobrew Olympiasieger im Mittelgewicht vor Lothar Metz aus Rostock, der für die gesamtdeutsche Mannschaft startete.
Bei der Weltmeisterschaft 1961 in Yokohama war er nicht am Start. Bei der Weltmeisterschaft 1962 in Toledo in den Vereinigten Staaten war er aber wieder am Start und belegte, nach einer Gewichtsklassen-Neueinteilung im Weltergewicht startend, den vierten Platz. Er verlor dabei zwar keinen Kampf, musste aber wegen zweier Unentschieden und dem Erreichen von 6 Fehlerpunkten nach der 4. Runde ausscheiden.
Im Jahr darauf schaffte er bei der Weltmeisterschaft in Helsingborg den 6. Platz. Er hatte dabei seine ersten drei Kämpfe nach Punkten gewonnen, schied aber wegen einer Niederlage gegen den sowjetischen Meister Anatoli Kolessow aus.
Sein Wunsch, sich 1964 für seine dritten Olympischen Spiele zu qualifizieren, ging nicht in Erfüllung. Er trat darauf vom Ringersport zurück und absolvierte eine Ausbildung zum Trainer. Danach war er lange Zeit als Dozent an der bulgarischen Sporthochschule und Trainer der Ringermannschaft dieser Schule in Sofia tätig.
Die Ergebnisse der internationalen Meisterschaften und einiger anderer Turniere, an denen Dimitar Dobrew teilnahm, sind im folgenden Abschnitt nachzulesen.

## Internationale Erfolge
(OS = Olympische Spiele, WM = Weltmeisterschaft, GR = griech.-röm. Stil, We = Weltergewicht, Mi = Mittelgewicht, damals ab 1962 bis 78 kg bzw. bis 1961 bis 79 kg Körpergewicht)
- 1955, 2. Platz, Welt-Jugendfestspiele in Warschau, GR, Mi, hinter Leonid Anfinogenow, UdSSR und vor Mustafa, Ägypten;
- 1955, 5. Platz, WM in Karlsruhe, GR, Mi, m. Siegen über Hendrik De Nijs, Niederlande und Oskar Holinger, Schweiz und Niederlagen gegen György Gurics, Ungarn und Horst Heß, BRD;
- 1956, Silbermedaille, OS in Melbourne, GR, Mi, m. Siegen über Viljo Punkari, Finnland, Rune Jansson, Schweden und Branislav Simić, Jugoslawien und einer Niederlage gegen Giwi Kartosia, UdSSR;
- 1957, 1. Platz, III. Intern. Sportspiele in Moskau, GR, Mi, vor Zenin, UdSSR und Jiří Kormaník, Tschechoslowakei;
- 1958, 4. Platz, WM in Budapest, GR, Mi, m. Siegen über Niculae Baciu, Rumänien, Hans Antonsson, Schweden, Horst Heß und Lothar Metz, DDR und einer Niederlage gegen Giwi Kartosia;
- 1959, 1. Platz, Turnier in Split, GR, Mi, vor Lamy, Frankreich und Georg Utz, BRD;
- 1960, Goldmedaille, OS in Rom, GR, Mi, m. Siegen über Leopold Israelsson, Schweden, Luis Vieira Caldas, Portugal, Ion Taranu, Rumänien, Nikolai Tschutschalow, UdSSR und Kazim Ayvaz, Türkei;
- 1962, 4. Platz, WM in Toledo/USA, GR, We, mit Siegen über Rudy Williams, USA und Sadao Kazama, Japan und Unentschieden gegen Bjarne Ansböl, Dänemark und Yavuz Selekman, Türkei;
- 1963, 6. Platz, WM in Helsingborg, GR, We, m. Siegen über Boleslaw Dubicki, Polen, Taranu und Kazama und einer Niederlage gegen Anatoli Kolessow, UdSSR